# Theodor Winter (Kommunist)

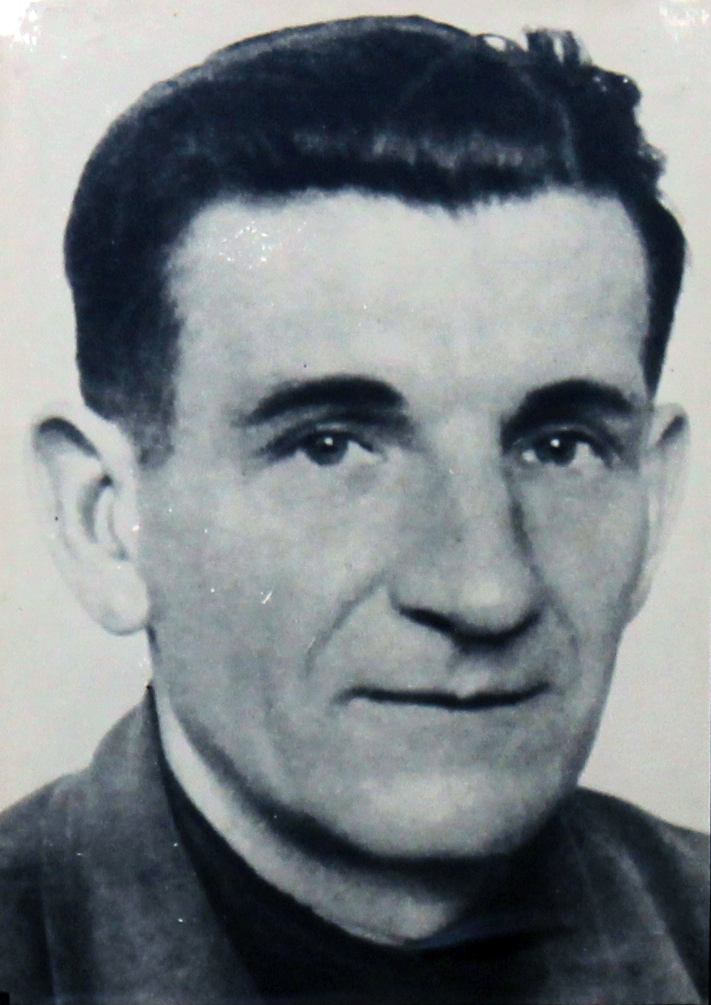
Theodor Winter

Theodor Winter (* 15. April 1902 in Bremen; † Herbst 1944) war ein deutscher Tischler, Kommunist und Widerstandskämpfer gegen den Nationalsozialismus.

## Leben

Aushang im Zellenbau des KZ-Sachsenhausens zu Theodor Winter

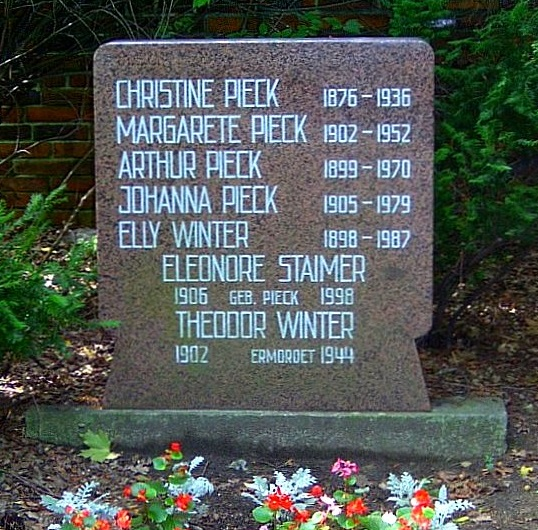
Grab- bzw. Gedenkstein von Theodor Winter auf dem Zentralfriedhof Friedrichsfelde in Berlin

Während seiner Ausbildung schloss er sich 1916 der sozialistischen Arbeiterjugendbewegung und der Antikriegsbewegung der Bremer Linken an. Für den Kampf gegen den imperialistischen Krieg stellte er Verbindungen zu russischen Kriegsgefangenen her und sammelte Lebensmittel für Deserteure. Er beteiligte sich am Vertrieb der Zeitschrift Arbeiterpolitik Wochenzeitschrift für wissenschaftlichen Sozialismus. Durch den Zusammenschluss der Internationalen Kommunisten Deutschlands und der Berliner Spartakusgruppe zur KPD wurde er deren Gründungsmitglied. 1919 beteiligte er sich an der Verteidigung der Bremer Räterepublik gegen die Freikorps-Truppen.
1928 heiratete er die Kommunistin Elly Pieck, eine Tochter des Politikers und späteren DDR-Präsidenten Wilhelm Pieck. 1929 absolvierte er zusammen mit Leo Drabent einen Lehrgang an der Reichsparteischule der KPD „Rosa Luxemburg“ in Fichtenau und organisierte anschließend die Protestbewegungen gegen Notverordnungen, Faschismus und Krieg. Im November 1932 übersiedelte er nach Berlin und wurde Lehrer der MAB und der KPD.
Nachdem er im August 1933 kurzzeitig in „Schutzhaft“ genommen worden war, flüchtete er zusammen mit seiner Ehefrau im September 1933 in die Sowjetunion und arbeitete dort als Modelltischler. 1939 wurde er Redakteur der Deutschen Zentral-Zeitung in Moskau. Nach dem deutschen Überfall auf die Sowjetunion führte er Gespräche mit deutschen Soldaten und Offizieren in sowjetischen Kriegsgefangenenlagern. Aus den dabei gewonnenen Erfahrungen heraus beteiligte sich Theodor Winter an der Gründung des Nationalkomitees Freies Deutschland und absolvierte eine Ausbildung als Fallschirmspringer und Funker.
Am 7. Oktober 1943 sprang er zusammen mit Käthe Niederkirchner mit dem Fallschirm über den von Nazideutschland annektierten Gebieten Polens ab, um Berichte über die Lage in Deutschland zu sammeln und mit Hilfe der mitgeführten Kurzwellensender zu übermitteln. Durch die Hilfe polnischer Partisanen gelangten beide bis Königsberg. Gemeinsam sollten sie in Berlin Kontakt mit mehreren illegalen Gruppen aufnehmen, wurden aber auf dem Weg dorthin entdeckt, von der Gestapo verhaftet, unter Folter verhört und ins KZ Sachsenhausen verschleppt. Im Herbst 1944 wurde Theodor Winter wieder nach Berlin überstellt.
Zu seinem weiteren Verbleib konnten bisher noch keine Akten gefunden werden. Käthe Niederkirchner wurde im KZ Ravensbrück in der Nacht vom 27. zum 28. September 1944 von der SS erschossen.

## Ehrung
- Das Kraftfahrzeugregiment 2 in Strausberg, welches direkt dem Ministerium für Nationale Verteidigung der DDR unterstellt war, trug den Namen Theodor Winter.
- Die 19. POS Berlin-Mitte in der Krausenstraße 22, DDR-1080 Berlin, trug den Namen Theodor Winter.